# Prosopochoeta anomala
Prosopochoeta anomala là một loài ruồi trong họ Tachinidae.